# Saison 2017 de l'équipe cycliste T.Palm-Pôle Continental Wallon
La saison 2017 de l'équipe cycliste T.Palm-Pôle Continental Wallon est la douzième de cette équipe.

## Préparation de la saison 2017

### Arrivées et départs
| Arrivées            | Équipe 2016                         |
| ------------------- | ----------------------------------- |
| Merlijn Decoster    | Verandas Willems-Crabbé-CC Chevigny |
| Julien Kaise        | Color Code-Arden'Beef               |
| Max Emil Kørner     | Ringeriks-Kraft                     |
| Maximilien Picoux   | Color Code-Arden'Beef               |
| Caine Van Mol       | Hand in Hand Baal                   |
| Anthony Vandrepotte | retraite                            |

| Départs         | Équipe 2017                        |
| --------------- | ---------------------------------- |
| Dylan Bodchon   | RC Pesant Club Liégeois            |
| Claudio Catania | Differdange-Losch                  |
| Jesse Geerts    | retraite                           |
| Bavo Haemels    |                                    |
| Wouter Leten    | Baguet-MIBA Poorten-Indulek-Derito |
| Nicolas Mertz   | retraite                           |
| Thomas Petit    | AGO-Aqua Service                   |
| Alexandre Seny  | retraite                           |

## Coureurs et encadrement technique

### Effectif
| Cycliste            | Date de naissance | Nationalité | Équipe 2016                           |  |
| ------------------- | ----------------- | ----------- | ------------------------------------- |  |
| Hampus Anderberg    | 27 juin 1996      | Suède       | ColoQuick-Cult                        |  |
| Auxence Buntinx     | 13 décembre 1996  | Belgique    | T.Palm-Pôle Continental Wallon        |  |
| Sébastien Carabin   | 28 mars 1989      | Belgique    | T.Palm-Pôle Continental Wallon        |  |
| Olivier Cornet      | 21 septembre 1997 | Belgique    | T.Palm-Pôle Continental Wallon        |  |
| Merlijn Decoster    | 11 novembre 1994  | Belgique    | Vérandas Willems-Crabbé-CC Chevigny   |  |
| Guillaume Delvaux   | 20 juin 1996      | Belgique    | T.Palm-Pôle Continental Wallon        |  |
| Antoine Didier      | 31 mars 1992      | Belgique    | T.Palm-Pôle Continental Wallon        |  |
| David Fransen       | 6 février 1997    | Belgique    | Vérandas Willems-Crabbé-CC Chevigny   |  |
| Tom Galle           | 13 septembre 1995 | Belgique    | T.Palm-Pôle Continental Wallon        |  |
| Guillaume Haag      | 9 novembre 1989   | Belgique    | T.Palm-Pôle Continental Wallon        |  |
| Robin Haubruge      | 23 mai 1993       | Belgique    | VC Blancs Gilets Brabant Wallon       |  |
| Julien Kaise        | 12 janvier 1995   | Belgique    | Color Code-Arden'Beef                 |  |
| Max Emil Kørner     | 3 juin 1991       | Norvège     | Ringeriks-Kraft                       |  |
| Bastien Kroonen     | 5 décembre 1996   | Belgique    | T.Palm-Pôle Continental Wallon        |  |
| Maximilien Picoux   | 12 novembre 1995  | Belgique    | Color Code-Arden'Beef                 |  |
| Hendrik Pineda      | 8 mai 1995        | Canada      | Transports Lacombe-Devinci-Zoom Média |  |
| Victor Van Bost     | 23 janvier 1996   | Belgique    | ESEG Douai-Origine Cycles             |  |
| Caine Van Mol       | 3 janvier 1995    | Belgique    | Hand in Hand Baal                     |  |
| Laurens Vandermeer  | 12 mars 1997      | Belgique    | T.Palm-Pôle Continental Wallon        |  |
| Anthony Vandrepotte | 26 avril 1996     | Belgique    | retraite                              |  |
| Maxime Vekeman      | 14 septembre 1993 | Belgique    | T.Palm-Pôle Continental Wallon        |  |
| Stagiaire           | Date de naissance | Nationalité | Équipe 2017                           |  |
| William Elliott     | 4 avril 1995      | Canada      | RaceClean                             |  |
| Edward Walsh        | 22 novembre 1996  | Canada      | RaceClean                             |  |

## Bilan de la saison

### Victoires
| Date | Course | Pays | Classe | Vainqueur |
| ---- | ------ | ---- | ------ | --------- |